# Секежиці
Секежиці (пол. Siekierzyce) — село в Польщі, у гміні Мсцивоюв Яворського повіту Нижньосілезького воєводства.
Населення — 138 осіб (2011).
У 1975-1998 роках село належало до Легницького воєводства.

## Демографія
Демографічна структура станом на 31 березня 2011 року:
|          | Загалом | Допрацездатний вік | Працездатний вік | Постпрацездатний вік |
| -------- | ------- | ------------------ | ---------------- | -------------------- |
| Чоловіки | 74      | 15                 | 53               | 6                    |
| Жінки    | 64      | 7                  | 41               | 16                   |
| Разом    | 138     | 22                 | 94               | 22                   |